# Cencora
Cencora, cunoscută anterior ca AmerisourceBergen, este o companie americană listată pe New York Stock Exchange, ce activează în industria farmaceutică și sanitară și a avut în 2023 o cifră de afaceri de 262 miliarde $.